# Parlamentswahl in Frankreich 1967
Die Parlamentswahl in Frankreich 1967 fand am 5. und 12. März statt; in der Französischen Somaliküste fand die Wahl am 23. April statt. Gewählt wurden alle 487 Abgeordneten der Nationalversammlung.

## Ergebnis

### France métropolitaine
| Listen                                                                                          | Listen                                                             | 1. Wahlgang | 1. Wahlgang | 1. Wahlgang | 2. Wahlgang | 2. Wahlgang | 2. Wahlgang | Mandate Gesamt |
| Listen                                                                                          | Listen                                                             | Stimmen     | %           | Mandate     | Stimmen     | %           | Mandate     | Mandate Gesamt |
| ----------------------------------------------------------------------------------------------- | ------------------------------------------------------------------ | ----------- | ----------- | ----------- | ----------- | ----------- | ----------- | -------------- |
|                                                                                                 | UNR/UD-Ve – Républicains indépendants                              | 8.448.982   | 37,7        | 62          | 7.972.908   | 42,6        | 170         | 232            |
|                                                                                                 | Parti communiste français                                          | 5.039.032   | 22,5        | 8           | 3.998.790   | 21,4        | 64          | 72             |
|                                                                                                 | Fédération de la gauche démocrate et socialiste (SFIO – RAD – CIR) | 4.244.110   | 19,0        | 1           | 4.505.329   | 24,1        | 115         | 116            |
|                                                                                                 | Centre démocrate                                                   | 2.829.998   | 12,6        | 1           | 1.328.777   | 7,1         | 26          | 27             |
|                                                                                                 | Divers                                                             | 1.140.748   | 5,1         | –           | 702.352     | 3,8         | 19          | 19             |
|                                                                                                 | Parti socialiste unifié und Extrême gauche                         | 495.412     | 2,2         | –           | 173.466     | 0,9         | 4           | 4              |
|                                                                                                 | Extrême droite                                                     | 191.232     | 0,9         | –           | 28.437      | 0,2         | –           | –              |
| Gesamt                                                                                          | Gesamt                                                             | 22.389.514  | 100         | 72          | 18.710.059  | 100         | 398         | 470            |
|                                                                                                 |                                                                    |             |             |             |             |             |             |                |
| Ungültige Stimmen                                                                               | Ungültige Stimmen                                                  | 512.710     | 2,2         |             | 691.941     | 3,6         |             |                |
| Wähler                                                                                          | Wähler                                                             | 22.902.224  | 80,9        |             | 19.402.000  | 79,8        |             |                |
| Wahlberechtigte                                                                                 | Wahlberechtigte                                                    | 28.300.936  |             |             | 24.313.000  |             |             |                |
|                                                                                                 |                                                                    |             |             |             |             |             |             |                |
| Quellen: 1. Wahlgang: Amtliche Statistik (Innenministerium) – 2. Wahlgang: vorläufiges Ergebnis |                                                                    |             |             |             |             |             |             |                |

### Überseefrankreich
| Gebiet                   | Gebiet                     | Mandate |
| ------------------------ | -------------------------- | ------- |
| Départements d’outre-mer | Guadeloupe                 | 3       |
| Départements d’outre-mer | Guyane                     | 1       |
| Départements d’outre-mer | Martinique                 | 3       |
| Départements d’outre-mer | La Réunion                 | 3       |
| Territoires d'outre-mer  | Comores                    | 2       |
| Territoires d'outre-mer  | Côte française des Somalis | 1       |
| Territoires d'outre-mer  | Nouvelle-Calédonie         | 1       |
| Territoires d'outre-mer  | Polynésie                  | 1       |
| Territoires d'outre-mer  | Saint-Pierre-et-Miquelon   | 1       |
| Territoires d'outre-mer  | Wallis-et-Futuna           | 1       |
| Gesamt                   | Gesamt                     | 17      |

### Sitze insgesamt
| Gebiet                  | 1. Wahlgang | 2. Wahlgang | Gesamt |
| ----------------------- | ----------- | ----------- | ------ |
| Metropolitan-Frankreich | 72          | 398         | 470    |
| Übersee-Frankreich      | 10          | 7           | 17     |
| Gesamt                  | 82          | 405         | 487    |

## Fraktionen
|                                                                        |                                                           |             |             |             |
| Fraktion                                                               | Fraktion                                                  | Abgeordnete | Abgeordnete | Abgeordnete |
| Fraktion                                                               | Fraktion                                                  | Mitglieder  | Assoziierte | Gesamt      |
|                                                                        | Union démocratique pour la Ve République (UDR)            | 180         | 20          | 200         |
|                                                                        | Fédération de la gauche démocrate et socialiste (FGDS)    | 116         | 5           | 121         |
|                                                                        | Groupe communiste (COM)                                   | 71          | 2           | 73          |
|                                                                        | Fédération nationale des républicains indépendants (FNRI) | 39          | 3           | 42          |
|                                                                        | Progrès et démocratie moderne (PDM)                       | 38          | 3           | 41          |
|                                                                        | Fraktionslose Abgeordnete                                 | –           | –           | 9           |
|                                                                        | Vakante Sitze 1                                           | –           | –           | 1           |
| Gesamt                                                                 | Gesamt                                                    | Gesamt      | Gesamt      | 487         |
|                                                                        |                                                           |             |             |             |
| Quelle: Journal officiel – Assemblée nationale, Séance du 4 Avril 1967 |                                                           |             |             |             |

- 1 Ein Mitglied (Moussa Ali Abdoulkader) wurde am 23. April 1967 gewählt (Côte française des Somalis)

## Bibliografie
- Les Élections legislatives de 1967, Ministère de l’intérieur